# Apeadeiro de Custoias
O Apeadeiro de Custoias foi uma gare ferroviária da Linha do Porto à Póvoa e Famalicão, que servia a localidade de Custoias, no Distrito do Porto, em Portugal. Foi substituído pela Estação Custóias do sistema do Metro do Porto.

## História

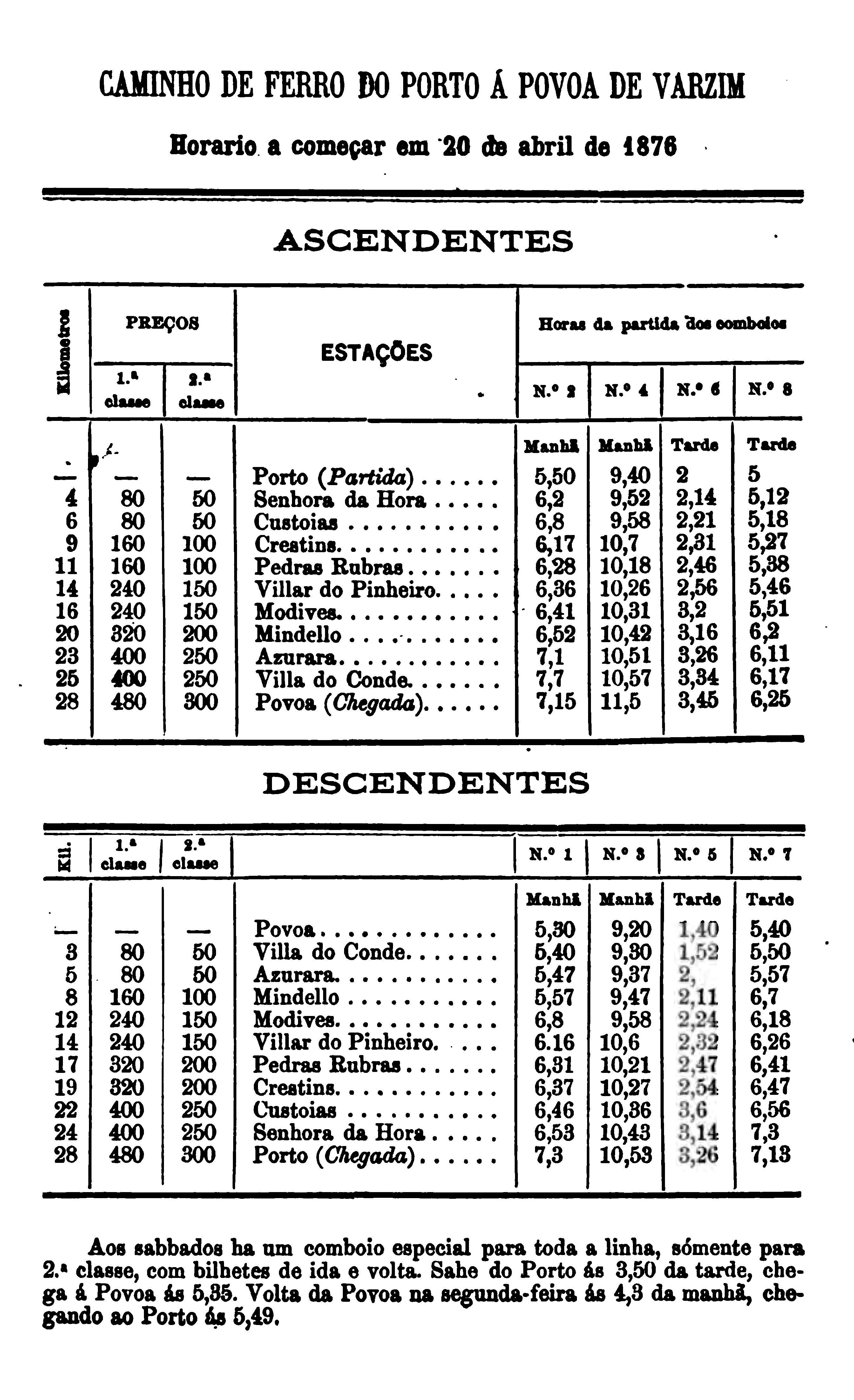
Horário de 1876 dos comboios entre o Porto (Boavista) e Póvoa de Varzim. Esta gare aparece com a grafia original, Custoias.

Esta interface situava-se no troço da Linha da Póvoa entre Porto-Boavista e a Póvoa de Varzim, que entrou ao serviço em 1 de Outubro de 1875, pela Companhia do Caminho de Ferro do Porto à Póvoa.
Em 27 de Julho de 1964, deu-se um grande desastre ferroviário perto do apeadeiro de Custóias, que resultou num grande número de mortos e feridos.